# Hartmanice (okres Svitavy)
Obec Hartmanice se nachází v okrese Svitavy v Pardubickém kraji. Žije zde 265 obyvatel.

## Název
Původ názvu obce se vysvětluje v Hájkově České kronice, kde je uvedeno: začátku 11. století v blízkosti obce Trpína byla svedena bitva mezi Oldřichem, synem Boleslava II. a Boleslavem Chrabrým. Byla to doba, kdy Poláci plenili Moravu a Oldřich poslal svoje vojsko, pod vedením syna Břetislava I., k českým hranicím na pomoc. Obyvatelé vesnice Kamenec zradili Břetislavovo vojsko a Poláci je v rozhodující bitvě na hlavu porazili. Když se to Břetislav dozvěděl, poručil celou ves zbořit. Lidé byli zabiti, nebo se rozutekli po okolních lesích. Muž jménem Hartman se se svoji družinou usadil v místě dnešní vesnice Hartmanice a jeho jméno dalo název nové osadě.

## Historie

### Starší historie
První písemná zmínka o obci pochází z roku 1437, když císař Zikmund daroval své manželce Barboře Celské věnem panství Svojanov, kterému Hartmanice náležely. Je však pravděpodobné, že obec vznikla již v 11. století. Dějiny jsou spjaty s hradem Svojanov a obcí Bystré. Do roku 1583 totiž Hartmanice patřily svojanovskému panství, a pak byly z části přiděleny Bystrému a z části zůstaly Svojanovu a až do roku 1848 byly pod správou bysterského panství. V letech 1848 až 1855 patřily okresu Litomyšl, dále okresu Polička, v letech 1940 až 1945 do okresu Boskovice, pak opět do okresu Polička a od roku 1960 po současnost jsou Hartmanice pod okresem Svitavy. V roce 1869 byla vesnice součástí obce Trpín, poté se osamostatněla.
Na počátku 18. století byly položeny základy kaple na návrší u Hartmanic. V roce 1712 se bysterského panství ujímá nový majitel Jakub Hanibal III., hrabě z Hohenemsu.
V první polovině 18. století i tento kraj bojuje s morem, což vedlo k obrovským ztrátám a v obci zemřelo 36 lidí. Důsledkem toho bylo uzavření hranic bysterského panství, zejména u moravských hranic u Trpína. Hranice byly hlídány, a pokud by se je někdo pokusil překročit, měl být oběšen na připravených šibenicích. Zda tomu tak bylo, nebo ne, není zpráv. O sv. Václavu roku 1714 byly hranice uvolněny a na památku odvrácení moru byly postaveny sochy sv. Šebestiána a sv. Prokopa v Bystrém.
Ve druhé polovině 18. století se do dějin výrazně zapsala hraběnka Marie Rebeka Josefa z Harrachu, rozená z Hohenemsu, která dala roku 1788 rozšířit bysterskou školu i pro děti z Hartmanic.
Koncem 19. století došlo k uklidnění poměrů a zlepšení životních podmínek na vesnici. Představení obce začínají prosazovat zájmy Hartmaničanů přímo ve své obci i přesto, že Bystré bylo přirozeným správním a kulturním střediskem. Toto počínání přispělo k založení obecné školy roku 1867 a později, roku 1886, k založení Sboru dobrovolných hasičů.
Na bysterském zámku pobýval básník Jaroslav Vrchlický, kterého si celý kraj zamiloval. Chodíval na vycházky do okolí a z přírody a z dějin kraje čerpal náměty pro svá díla.

### Novodobá historie
Roku 1927 byl zaveden elektrický proud a telefon do obci. V roce 1930 začala fungovat pravidelná autobusová doprava mezi Poličkou a Olešnicí.
Významnou akcí v 50. letech bylo vybudování kulturního domu, což je dnešní obecní úřad, jehož součástí je dnes i mateřská škola. Dále bylo založeno jednotné zemědělské družstvo, kanalizace, opravena a rozšířena vodní nádrž, zřízen obecní rozhlas a začalo se budovat koupaliště.
Nejvýznamnější akcí 60. let byla stavba nového kulturního domu, který je dodnes využíván pro nejrůznější společenské akce.
V 70. letech byla vybudována nová prodejna smíšeného zboží Jednota, která je v provozu dodnes. Proběhla také výstavba rodinných domků a vyasfaltování příjezdové komunikace. V devadesátých letech zde vznikl Penzion Na Vysočině.

### Současnost
Na přelomu 20. a 21. století došlo k rozsáhlé rekonstrukci kulturního domu a obecního úřadu a k zajištění pitné vody pro celou obec. Během léta bylo hojně navštěvováno zdejší koupaliště, které už je dnes ale neudržované a slouží jako vodní nádrž hasičům. Nyní se v Hartmanicích pravidelně pořádají plesy a různé akce pro děti. Je zde také k dispozici fotbalové hřiště i hřiště s prolézačkami pro děti.

## Pamětihodnosti
Na návrší západně od města Bystrého najdeme dominantu kraje kapli sv. Jana Nepomuckého, známou jako Hartmanská kaplička. Na tomto místě byl kdysi morový hřbitůvek. Základy kaple byly položeny v roce 1705. Na východní straně kapličky je náhrobek bysterské hraběnky Marie Rebeky z Hohenemsu a na západní straně je náhrobek s pomníkem baronky Emestiny z Langetu, poslední majitelky bysterského panství.
V letech 1932, 1948 a 1962 docházelo k různým rekonstrukcím a roku 1968 bylo v kapli zavedeno elektrické osvětlení. V roce 1994 pak byla vylepšena přístupná cesta ke kapličce.